# Zwan
Zwan foi uma banda que teve início em 2001 nos Estados Unidos. A banda teve fim em 2004 quando Billy Corgan declarou: "meu coração esteve sempre com o Smashing Pumpkins".

## Integrantes
- Billy Corgan - guitarra, vocal
- Jimmy Chamberlin - bateria
- Matt Sweeney - guitarra
- David Pajo - guitarra
- Paz Lenchantin - baixo, vocal

## Discografia

### Álbuns
- 2003 - Mary Star of the Sea

### Singles
| Data             | Título     | Posições nas tabelas | Posições nas tabelas | Posições nas tabelas    | Posições nas tabelas | Posições nas tabelas | Posições nas tabelas |
| Data             | Título     | EUA Modern Rock      | EUA Mainstream Rock  | Canadian Top 40 Singles | Alemanha             | Reino Unido          |                      |
| ---------------- | ---------- | -------------------- | -------------------- | ----------------------- | -------------------- | -------------------- | -------------------- |
| Novembro de 2002 | "Honestly" | 7                    | 21                   | 17                      | 86                   | 28                   |                      |
| 2 de junho, 2003 | "Lyric"    | —                    | —                    | —                       | —                    | 44                   |                      |